# Крашевня
Крашевня, Кропивня, Кропивенька, Кропив'янка — річка в Україні, у Коростенському районі Житомирської області. Ліва притока Ужу (басейн Прип'яті).

## Опис
Довжина річки 10 км, похил річки — 1,2 м/км. Площа басейну 124 км². 
Притоки: Рогівка (ліва).

## Розташування
Бере початок на південному заході від Іванопіля (колишнє Анишпіль). Тече переважно на південний схід через Бондарівку і біля Ушиці впадає у річку Уж, праву притоку Прип'яті.